# 뉴 로드 팀
뉴 로드 팀은 네팔의 축구단이다. 현재 마티어스 메모리얼 A 디비전 리그에 참가하고 있다.

## 선수 명단

### 현역
- 랄눈자마
- 사이비시 싱
- 니콜라스 세르지 송
- 스테판 주니어 응우힘부스
- 장 아니세 음보우미

## 우승
- 마티어스 메모리얼 A 디비전 리그: 1960/61, 1962/63, 1978, 1995
- ANFA 리그컵: 1985
- 마헨드라 골드컵: 1998